# Nenenia fasciata
Nenenia fasciata är en skalbaggsart som först beskrevs av Charles Joseph Gahan 1893.  Nenenia fasciata ingår i släktet Nenenia och familjen långhorningar. Inga underarter finns listade i Catalogue of Life.